# 엔히크 드 포르투갈 백작
엔히크 드 보르고냐(포르투갈어: Henrique de Borgonha, 1066년 ~ 1112년)는 포르투갈 백작이다. 앙리 드 부르고뉴(프랑스어: Henri de Bourgogne)로도 불린다. 부르고뉴 공작 로베르 1세의 손자이다.
1066년 프랑스 디종에서 부르고뉴 공작 로베르 1세의 둘째 아들인 앙리 드 부르고뉴(Henri de Bourgogne)의 셋째 아들로 태어났다. 위의 두 형인 위그 1세와 오도 1세는 할아버지의 뒤를 이어 부르고뉴 공작이 되었다. 사촌인 부르고뉴 백작가의 레이몽 및 다수의 귀족 및 왕족들과 함께 이베리아반도의 레콩키스타에 참여하였으며, 레온 왕국의 왕 알폰소 6세의 서녀 테레자와 결혼하여 포르투갈 백작이 되었다.
1109년 아들 아폰수 엔히케스를 낳았으며, 1112년 어린 아들과 아내를 남기고 사망하였다. 아들은 장성하여 포르투갈 왕국의 시조 아폰수 1세가 되었다.

## 같이 보기
- 포르투갈의 역사
- 포르투갈 왕국